# 인도의 경찰
인도의 경찰은 인도 공화국의 치안 유지 임무를 수행하는 활동이다. 연방수준에서는 인도 내무부 산하의 인도 경찰국이 주무부처이며, 치안 유지 임무 이외에도 국경의 경비, 대테러, 대 산업스파이 임무도 수행한다.

## 같이 보기
- 보안관
- 인도군
- 인도 정부